# Maurice Sonar Senghor
Pour les articles homonymes, voir Senghor.
Maurice Sonar Senghor, né en novembre 1926 et mort en juillet 2007 est un comédien, écrivain et metteur en scène sénégalais,.

## Biographie
Fils de Jean Latyr, neveu de Léopold Sédar Senghor, il crée le Ballet national du Sénégal en 1960 et devient le premier directeur de théâtre d'Afrique, animant pendant une vingtaine d'années le Théâtre national Daniel-Sorano.
Au cinéma, il interprète le rôle du juge dans le téléfilm Libre de Jean-Pierre Sauné (2002).
Maurice Senghor est l'auteur d'une autobiographie, Souvenirs de théâtres d'Afrique et d'Outre-Afrique : pour que lève la semence : contribution à l'édification d'un théâtre noir universel.